# Kosmická gilda
Kosmická gilda je fiktivní obchodní organizace v románové sci-fi sérii Duna Franka Herberta. Gilda je společnost, která vlastní monopol na mezihvězdnou dopravu, protože její navigátoři jsou jediní lidé ve vesmíru, kteří dokážou řídit kosmické lodi při nadsvětelných rychlostech.

## Historie
Před založením Kosmické gildy technologie umožňovala cestovat mezi jednotlivými planetami v řádu měsíců, což bylo pro obchod i vojenské přesuny příliš pomalé a nepraktické. Lidstvo to pociťovalo zejména v době, když vypukl Služebnický džihád, nesmiřitelná válka mezi Ligou vznešených (lidmi ovládanými planetami) a Synchronizovanými světy (planetami pod nadvládou myslících strojů). 
V r. 203 p. G. přijal vynálezce Tio Holtzmann do svých laboratoří na planetě Poritrin geniální, ale fyzicky deformovanou matematičku Normu Cenvu z Rossaku. S její pomocí vylepšil silové pole, které dosud zabraňovalo průchodu myslících strojů (jimž ničilo gelové obvody). Po vylepšení toto pole zamezilo průchodu všech rychle se pohybujících předmětů, například střel. Norma Cenva pak uvažovala o Holtzmannově generátoru pole a usoudila, že by je bylo možno využít k "ohýbání prostoru", nesmírně rychlým přesunům mezi dvěma místy. Holtzmann však považoval takový systém za nemožný a odmítl se jím dále zabývat. Když Norma pracovala na tomto projektu několik let, aniž by dosáhla výrazného výsledku, Holtzmann ji ze svých služeb propustil. Projekt se však rozhodl podpořit milenec Norminy matky Aurelius Venport, který spolu s Tlulaxanem Tukem Keedairem vlastnil obchodní společnost Ven-Kee Enterprises. Jejich společnost se už delší dobu zabývala mezihvězdnou přepravou zboží a v poslední době získala nesmírný majetek díky obchodu s melanží, kořením z planety Arrakis, prodlužujícím lidský život a léčící některé nemoci. 
Norma proto vyvinula prototyp kosmické lodi, vybavené ohýbačem prostoru. Když se o vynálezu dozvěděl Holtzmann, pokusil se jej zmocnit, avšak právě v té době na Poritrinu vypuklo povstání otroků, jehož se stal Holtzmann obětí. Prototyp lodi unesla skupina otroků i s Keedairem jako rukojmím a uprchla s ním na Arrakis, kde úspěšně přistáli, ale prototyp byl zničen. Norma přitom byla zajata kymeky – kyborgy ve službách myslích strojů, ale při nesmírném mučení vyšly najevo její utajené schopnosti, díky nimž unikla ze zajetí, zcela přebudovala svou tělesnou stavbu a upravila svůj metabolismus tak, aby mohla žít tisíce let. Pak na měsíci Kolharu začala z Venportových peněz budovat ohromné doky na kosmické koráby a sama se snažila dovést projekt ohýbačů prostoru do zdárného konce. Přestože se jí podařilo začít vyrábět ohýbače masově, nepřekonatelným problémem se zdála být navigace – i při nejpřesnějších propočtech plánované cesty bylo zhruba 10 % lodí zničeno, když při průletu zakřiveným prostorem narazily do nějaké hvězdy nebo se prostě ztratily v neznámém vesmíru. Úspěšnost letů bylo možno zvýšit pomocí jednoduchých počítačů, ty však Liga vznešených záhy zakázala, protože vzhledem k válce se Synchronizovanými světy považovala jakékoli počítače za potenciální nebezpečí. 
Přesto se Norminy lodě začaly využívat jak pro obchodní cesty, tak přesuny vojsk a i přes riziko nakonec znamenaly zásadní obrat ve válce ve prospěch Ligy, když byly díky nesmírně rychlým pohybům armády v r. 108 p. G. zničeny všechny Synchronizované světy s výjimkou Corrinu, který byl poražen o dvacet let později. 
Mezitím Venport padl za oběť kymekům. Po ukončení války Norma konečně dokázala vyřešit problém s navigací, když zjistila, že předávkování melanží poskytne lidské mysli jasnozřivou schopnost, možnost nahlédnout do blízké budoucnosti, a bezpečně tak cestovat zakřiveným prostorem. Sama se proto s několika dobrovolníky nechala zavřít do akvárií, vyplněných melanžovým plynem. Z nich se stali první spolehliví navigátoři společnosti Ven-Kee Enterprises, která byla v r. 1 transformována na Kosmickou gildu – jejíž vznik byl považován za počátek imperiálního kalendáře. Gilda tak získala monopol na kosmickou dopravu, jejž se nikdo neodvážil zrušit po více než 13000 let. Gilda se stala nesmírně mocnou organizací, ač neměla vlastní vojsko, mohla rozhodovat o přesunech armád a bohatnout z obchodu. Skutečnost, že Gilda pro své navigátory využívá melanž, nebyla v Impériu dlouhou dobu příliš známa.
Imperátor Shaddam IV. (10119-10202) spolu se svým přítelem Hasimirem Fenringem zjistili, že Gilda je závislá na melanži a rozhodli se získat ji pod svou moc tím, že vytvoří alternativní zdroj. Proto tajně pověřili Tleilaxany, aby pro ně vyrobili syntetickou náhražku melanže. Projekt trval třicet let, a když se zdálo, že spěje k závěru, Fenring jako poslední zkoušku propašoval syntetickou melanž do nádrží dvou navigátorů. Přes zdánlivou podobnost syntetické melanže však jeden z navigátorů havaroval a druhý se ztratil ve vesmíru, než se mu z posledních sil podařilo maxitrajler dopravit zpět. Bylo to vůbec poprvé v historii Gildy, kdy jejich maxitrajler havaroval. Fenringovi se imperátorův podíl na havárii podařilo utajit, ale projekt na výrobu syntetické melanže naprosto selhal. 
Ve stejné době se dvěma bratrům z Iksu, z nichž jeden se stal gildovním navigátorem, podařilo navázat telepatické spojení, které umožnilo komunikovat mezi dvěma místy vesmíru. Gilda se pokusila nový monopol, "gildlinku", využít na způsob telekomunikace, ale po několika ne příliš úspěšných pokusech od projektu ustoupila.  
Když Paul Atreides v r. 10193 ovládl Arrakis, získal tak nejen imperiální trůn, ale i neomezenou nadvládu nad Gildou. Jeho syn Leto II. si však po nástupu na trůn uvědomoval, že závislost lidstva na melanži, jejímž jediným zdrojem je Arrakis, je nesmírně nebezpečná, a proto se snažil nepřímo podporovat jak Tleilaxany, kteří znovu začali vyvíjet syntetickou melanž, tak Iksany, kteří pracovali na přístroji, který posiloval navigační schopnosti běžných navigátorů, a nevyžadoval tak jejich závislost na melanži. Po Letově smrti následovalo tisíciletí trvající období Rozptylu, během nějž se podařilo oba projekty dokončit – ač iksanské přístroje nebyly příliš spolehlivé. 
Gilda tak ztratila své výsadní postavení a postupně začala v Impériu ztrácet vliv. V době války mezi Sesterstvem Bene Gesserit a Ctěnými matre v letech 15205-15240 se navíc podařilo Tvarovým tanečníkům infiltrovat úřednický aparát Kosmické gildy, takže se Gilda nevědomě dostala do jejich moci. Protože Ctěné matre zničily jak Arrakis, tak výrobu syntetické melanže Tleilaxanů, jediným zdrojem koření zůstala Kapitula, planeta Bene Gesseritu, na níž se rovněž podařilo zahájit přirozený proces vzniku melanže v poušti. Kosmickou gildou tak začal zmítat zásadní rozpor mezi na melanži závislými navigátory, kteří by byli bez koření odsouzeni ke kruté smrti, a gildovními úředníky, kteří hodlali navázat spolupráci s Iksem, přestavět kosmickou navigaci na jejich přístroje a na melanž zcela rezignovat.
Na samém konci série se ukáže, že zakladatelka Gildy Norma Cenva nikdy nezemřela, ale stala se Orákulem času – mystickou bytostí, která pomáhá gildovním navigátorům a chrání je. S její pomocí jsou Tvaroví tanečníci, i jejich vládci – myslící stroje – poraženi a Duncan Idaho nastolí ve vesmíru nový řád, v němž budou mít gildovní navigátoři nadále své pevné místo.

## Navigátoři
Gildovní navigátoři jsou vybíráni z běžných lidí, u nichž se podaří zjistit specifické mentální schopnosti, které nasvědčují, že budou schopni předzvěstných vizí k bezpečné navigaci. Pokud projdou zkouškou, jsou trvale umístěni do akvária vyplněného "onžským plynem" (koncentrovanou melanží), jejímž vlivem se výrazně zvýší navigátorova mozková kapacita na úkor zásadní deformace jejich těl. Typický navigátor má velikou hlavu a drobné "rybí" tělo se zkrácenými končetinami a plovacími blánami mezi prsty. Protože jsou zvyklí na myšlení vyššího řádu, po několika letech v akváriu jim činí problémy komunikace s běžnými lidmi a užití běžné řeči. 